# Museo de Nikolái Pirogov
La Mansión-Museo Nacional de Nikolái Pirogov (en ucraniano: Національний музей-садиба М. І. Пирогова) es un museo dedicado a la vida y obra del científico, cirujano y educador Nikolái Pirogov en Vínnitsia, Ucrania. La finca de Pirogov es un monumento histórico nacional y un sitio de conservación natural de importancia nacional.
El complejo museístico se encuentra en las afueras suroeste de la ciudad, e incluye la casa donde vivió Pirogov, una farmacia-museo, una iglesia-necrópolis y un parque conmemorativo donde aún se conservan los árboles plantados por Pirogov.

## Historia

### Mansión familiar

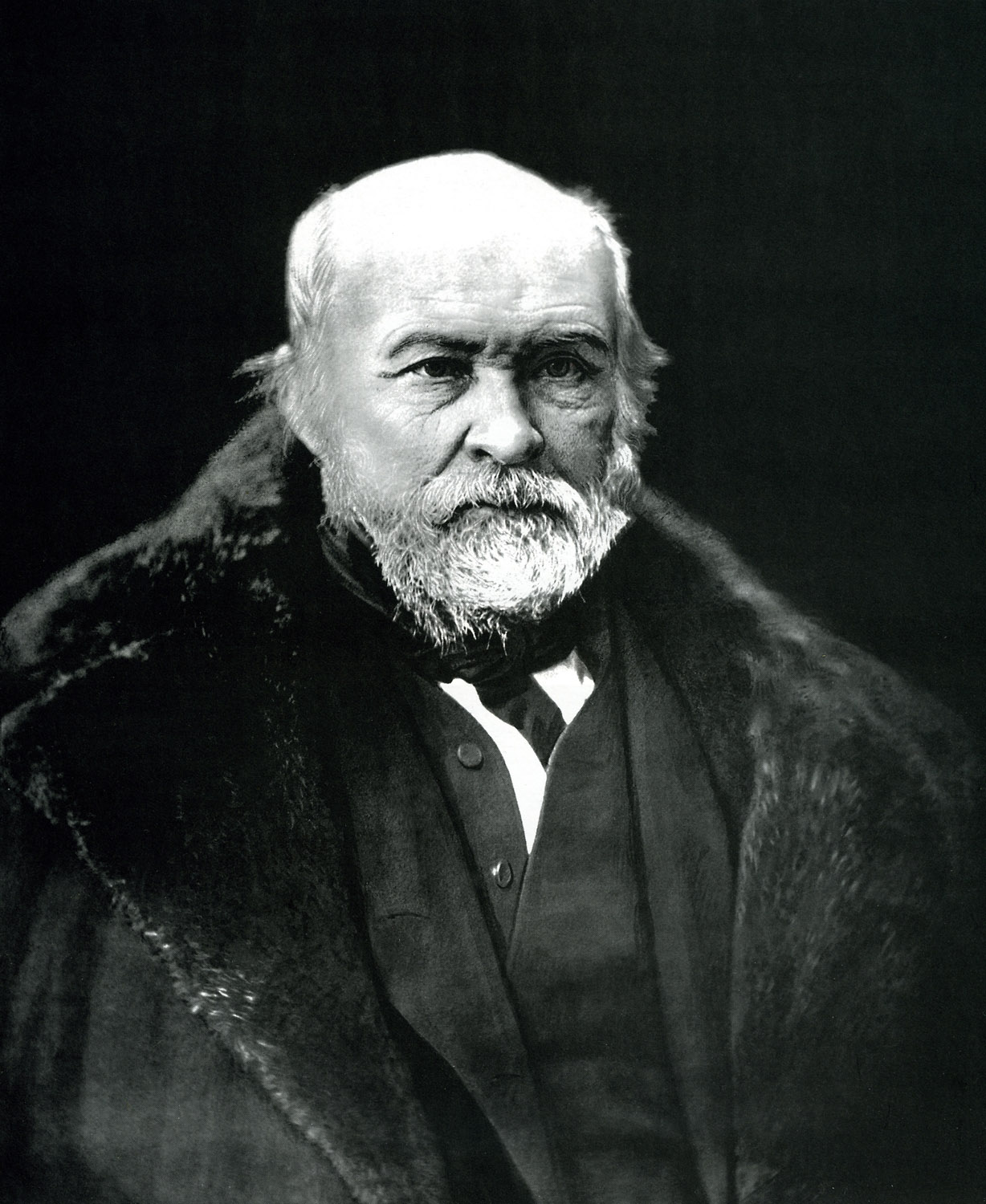
Fotografía de Pirogov (1870)

En 1861, tras renunciar al cargo de Síndico del Distrito Educativo de Kiev, Pirogov se instaló en la finca Vishnia, cerca de Vínnitsia, que había adquirido en una subasta en Kiev en 1859. En 1866, construyó una casa, una farmacia y un hospital, además de ajardinar el parque, donde también cultivó plantas medicinales.
Fue aquí donde falleció el 23 de noviembre de 1881 a causa de un cáncer de mandíbula superior. En su testamento, Pirogov declaró que su cuerpo debía ser preservado. Según su testamento, su cuerpo fue embalsamado por el médico de San Petersburgo, David Vivodtsev, y posteriormente colocado en la cripta familiar. En 1885, se construyó una iglesia sobre la cripta, según el diseño de Victor Sichugov, consagrada en honor a Nicolás de Bari.

### 1917-1947
Hasta 1902, la finca estuvo a cargo de la viuda de Pirogov, Alexandra. Posteriormente, pasó a su hijo Vladímir y, posteriormente, a sus nietas L. M. Mazirova y O. M. Hershelman. Tras la Revolución de Febrero de 1917, emigraron y la finca quedó abandonada. Posteriormente, el cementerio de Pirogov fue saqueado, robándose su espada (un regalo del emperador Francisco José) y una cruz de metal.
En 1920, la casa, medio en ruinas, fue donada a trabajadores estadounidenses, quienes formaron una comuna con el nombre de John Reed. Posteriormente, se trasladó a una estación de investigación agrícola y, a partir de 1936, pasó a formar parte del Hospital Regional de Enfermedades Infecciosas de Vínnitsia.
Tras la liberación de Vínnitsia durante la Segunda Guerra Mundial, el general coronel Y. I. Smirnov se enteró de que la antigua finca de Nikolái Pirogov había sobrevivido a la guerra, pero se encontraba en un estado de grave abandono. Como admirador de Pirogov de toda la vida, Smirnov presentó una propuesta al mariscal Kliment Voroshilov, entonces vicepresidente del Consejo de Comisarios del Pueblo. Esto dio lugar a una orden oficial el 27 de octubre de 1944, que ordenaba la creación de un museo en la finca y la preservación de los restos de Pirogov, lo que dio inicio a una iniciativa a gran escala para restaurar y conmemorar el lugar. En consecuencia, el primer reembalsamamiento del cuerpo de Pirogov se llevó a cabo entre el 5 de mayo y el 5 de junio de 1945 por una comisión de científicos de Leningrado, Kiev, Járkov y Vínnitsia. La finca se integró formalmente como una rama del Museo Médico Militar del Ejército Rojo por directiva del Estado Mayor el 2 de marzo de 1945. Los esfuerzos de restauración tenían como objetivo garantizar que el museo abriera a tiempo para el 135 aniversario del nacimiento de Pirogov en noviembre de 1945. El museo fue concebido no solo como un monumento a Pirogov, sino también como un centro para el estudio de sus contribuciones a la cirugía, la educación médica y la medicina militar.

### Apertura del museo
El museo se inauguró el 9 de septiembre de 1947 y en los años siguientes, la exposición del museo se amplió y mejoró. Para 1960, coincidiendo con el 150.º aniversario del nacimiento de Pirogov, se reconstruyeron su estudio y farmacia, y se adquirieron varios objetos personales y manuscritos. 
Durante la era postsoviética, se restauró el interior de la necrópolis-iglesia, y se renovaron y modernizaron el quirófano, la recepción y la farmacia. También se estableció un laboratorio especial que, desde 1994, se utiliza para el reembalsamamiento periódico del cuerpo de Pirogov.
Entre 1980 y 1985, se llevaron a cabo obras de reparación y restauración del complejo de la iglesia; entre 1992 y 1997, se reconstruyó el interior.

## Colección
El museo cuenta con una colección de aproximadamente 16.500 artículos, con más de 1.500 piezas expuestas en 10 salas del edificio principal, una galería y seis salas de una farmacia privada. Las exposiciones incluyen manuscritos, fotografías, objetos personales, instrumental quirúrgico, pinturas, esculturas y obras impresas. El museo también alberga una biblioteca de 7.000 libros y revistas, muchas de las cuales son publicaciones poco comunes relacionadas con las contribuciones científicas de Pirogov y la historia de la medicina. 
Una placa de mármol en el edificio conmemora los años que Pirogov vivió allí, y un busto, creado por el escultor Krestovsky, se encuentra en el parque. Las exposiciones están organizadas cronológicamente para reflejar los momentos clave de la vida y obra de Pirogov.

## Galería

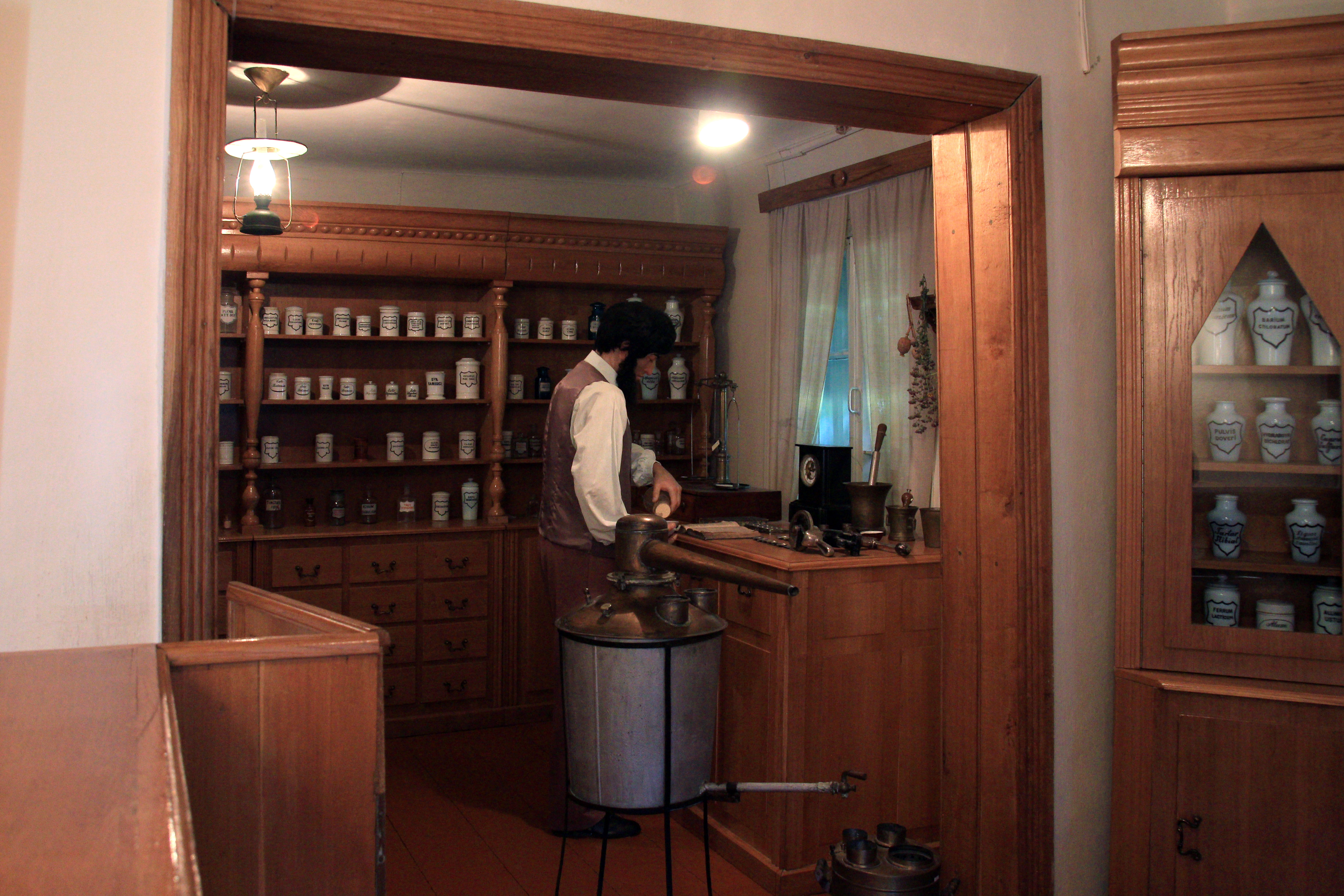
Interior del museo de la farmacia
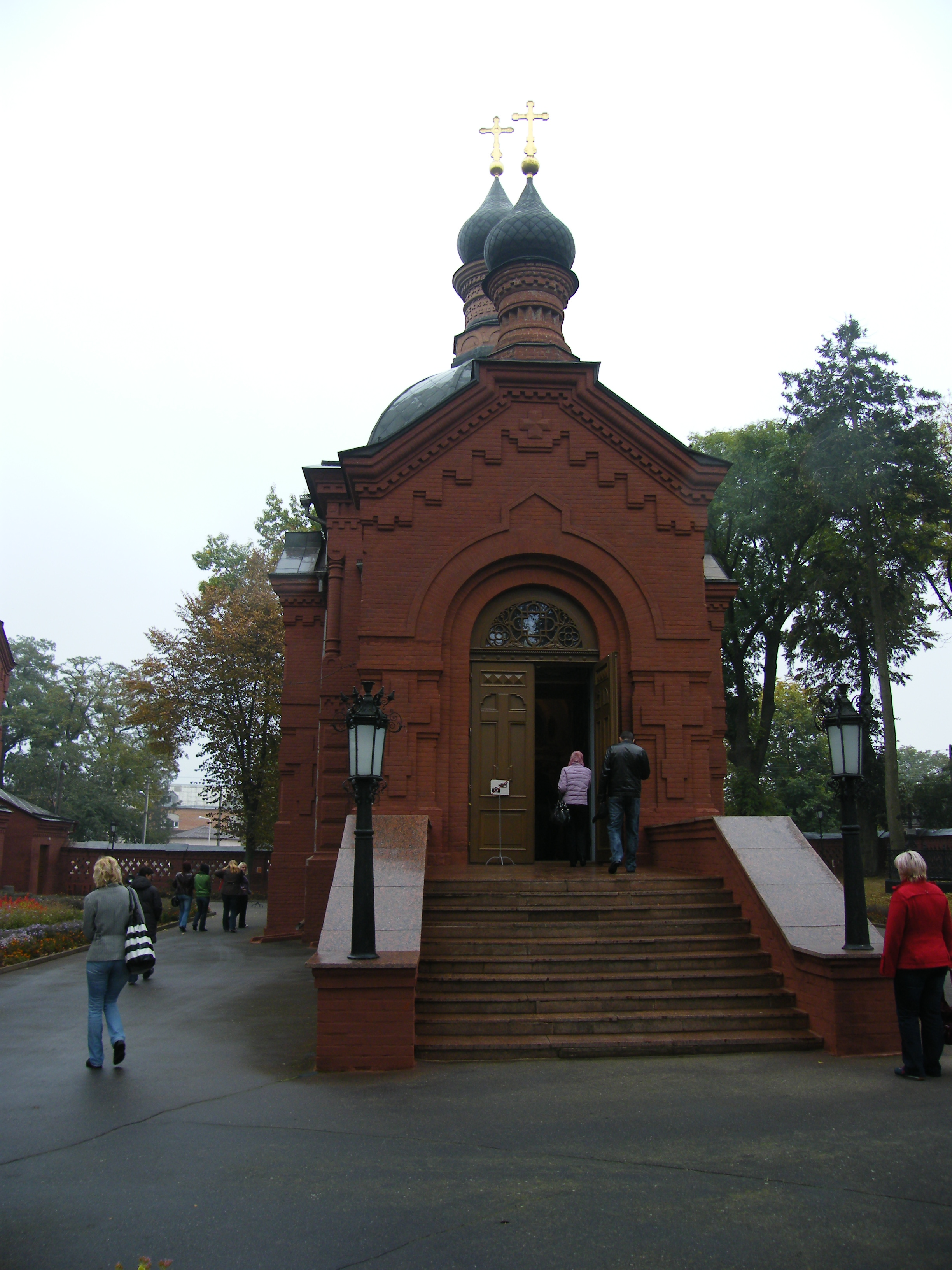
Iglesia de San Nicolás
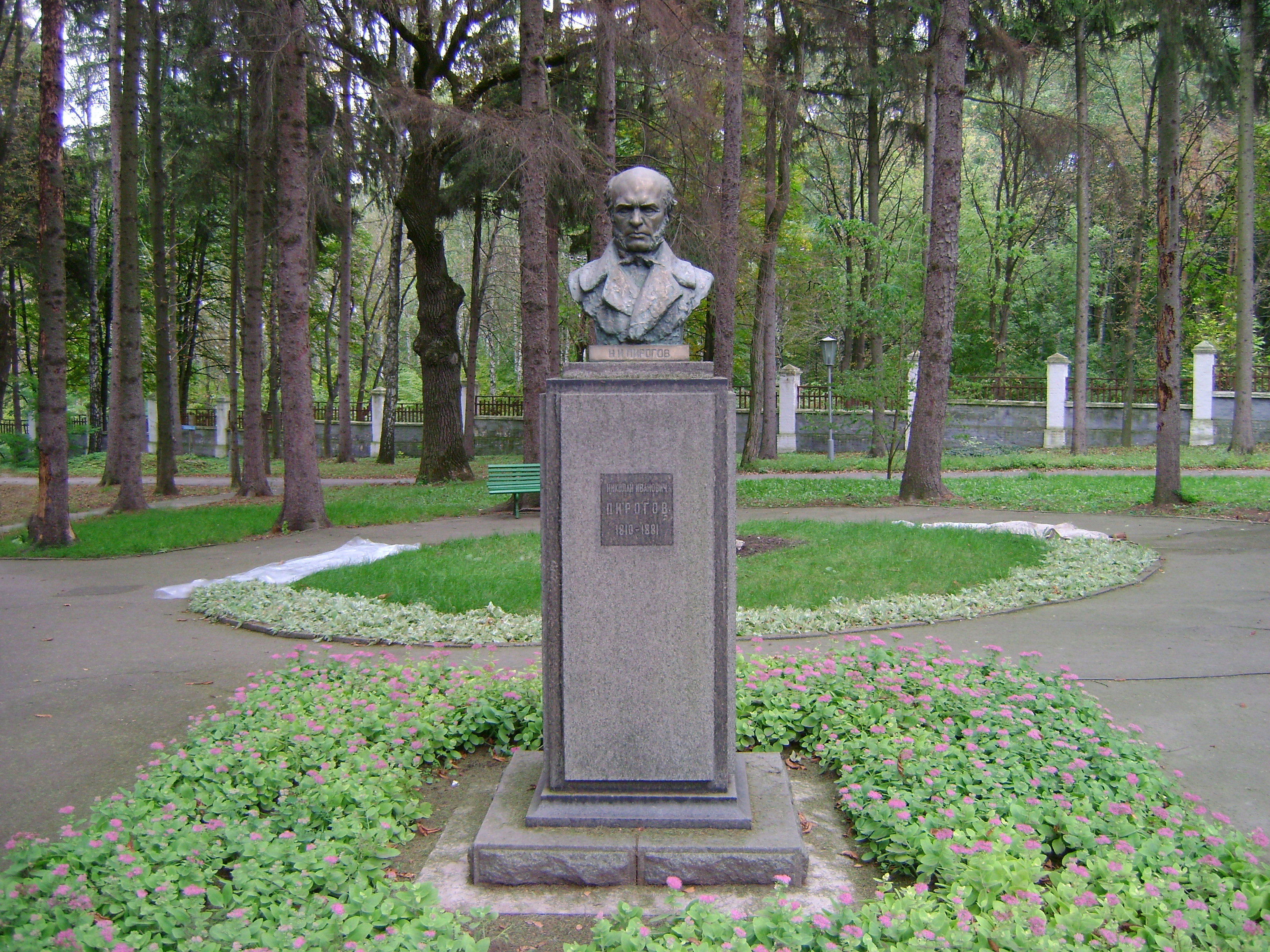
Escultura de Pirogov en el parque